# Catatrama costaricensis
Catatrama costaricensis är en svampart som beskrevs av Franco-Mol. 1991. Catatrama costaricensis ingår i släktet Catatrama och familjen Amanitaceae.   Inga underarter finns listade i Catalogue of Life.